# Stari Petrivți, Vîșhorod
Stari Petrivți (în ucraineană Старі Петрівці) este o comună în raionul Vîșhorod, regiunea Kiev, Ucraina, formată numai din satul de reședință.

## Demografie
Componența lingvistică a comunei Stari Petrivți
     Ucraineană (95,31%)
     Rusă (4,42%)
     Alte limbi (0,17%)
Conform recensământului din 2001, majoritatea populației comunei Stari Petrivți era vorbitoare de ucraineană (95,31%), existând în minoritate și vorbitori de rusă (4,42%).